# Nintendo 3DS XL
O Nintendo 3DS XL, conhecido no Japão como Nintendo 3DS LL, é um console portátil desenvolvido pela Nintendo. Foi anunciado em 21 de junho de 2012 durante a Nintendo Direct e foi lançado em 28 de julho de 2012 no Japão (¥18,900) e na Europa. Na América do Norte foi lançado em 19 de agosto de 2012 juntamente com o novo jogo New Super Mario Bros. 2 por $199.99. As cores disponíveis no lançamento foram vermelho e azul (todas as regiões), branco (Japão) e prata (Europa e América do Norte). Assim como o DSi XL, terá uma tela maior do que o original 3DS (90% maior; tamanho: 134 x 74 x 21mm). Tem uma bateria de maior duração em comparação com o 3DS.
Um cartão SD de 4GB e uma caneta Stylus vêm juntamente com o portátil.